# ФК Женис
Фудбалски клуб Женис (каз. Жеңіс футбол клубы) је фудбалски клуб из града Нур Султана у Казахстану. Домаће утакмице игра на стадиону који има капацитет за 12.343 људи. Клуб има три титуле првака државе, прву титулу је освојио 2001. године, а такође је три пута освојао и Куп Казахстана. Клуб је 2009. први пут испао у прву лигу Какахстана, после проглашења банкрота.

## Бивши називи клуба
Основан је 1964, а од тада, много је пута мењао име.
- 1964—1975: основан као „Динамо Целиноград“
- 1975—1992: променио име у „Целиник Целиноград“
- 1992—1994: променио име у „Целиник Акмола“
- 1994—1996: променио име у „Цесна Акмола“
- 1996—1997: променио име у „Целиник Акмола“
- 1997—1998: променио име у „Астана Акмола“
- 1998—1999: променио име у „ФК Астана“
- 1999—2006: променио име у „Женис Астана“
- 2006—2009: променио име у „ФК Астана“
- 2009—2010: променио име у „Намис Астана“
- 2010—2011: променио име у „ФК Астана“
- 2011—2021: променио име у „ФК Астана-1964“
- 2021—: променио име у Женис

## Успеси
- Премијер лига Казахстана
  - Првак (3): 2000, 2001, 2006
- Куп Казахстана
  - Победник (3): 2001, 2002, 2005

## ФК Астана у европским такмичењима
Био је учесник УЕФА Лиге шампиона (2002/03), Купа УЕФА (2003/04), као и Купа Заједнице независних држава (2001, 2002)
| Сезона  | Такмичење     | Коло        | Држава    | Клуб             | Дом. | Гост | Укупан рез. |
| ------- | ------------- | ----------- | --------- | ---------------- | ---- | ---- | ----------- |
| 2002/03 | Лига шампиона | 1. коло кв. | Молдавија | Шериф Тираспољ   | 3:2  | 1:2  | 4:4         |
| 2003/04 | УЕФА куп      | 1. коло кв. | Чешка     | Викторија Жижков | 1:3  | 0:3  | 1:6         |
| 2007/08 | Лига шампиона | 1. коло кв. | Грузија   | Олимпи Рустави   | 3:0  | 0:0  | 3:0         |
| 2007/08 | Лига шампиона | 2. коло кв. | Данска    | Розенборг        | 1:3  | 1:7  | 2:10        |